# Топло-гореща междугалактична среда
Топло-гореща междугалактична среда (на английски: Warm-hot intergalactic medium; съкратено WHIM) е хипотетична среда, съставена от рядка, топла до гореща (105 до 107 К) плазма, която според космолозите съществува в пространствата между галактиките и съдържа 40 – 50% от барионната „нормална материя“ във Вселената на настоящата епоха. За разлика от тъмната материя WHIM може да бъде оприличена на паяжина от горещ, дифузен газ, простиращ се между галактиките, съставен от плазма или от атоми и молекули. Хипотезата за WHIM е предложена като решение на проблема с липсващите бариони, доколкото наблюдаваното количество барионна материя не съответства на теоретичните прогнози от космологията.
Голяма част от сведенията за природата на топлата и гореща междугалактическа среда идва от компютърните симулации на Космоса. Предполага се, че WHIM има нишковидна структура от отделни, силно йонизирани бариони с плътност между 1 и 10 частици на кубичен метър. Успоредно с гравитационно задвижваните процеси на сливане и натрупване активните галактически ядра създават газови ударни вълни в топло-горещата междугалактична среда. Поради шоковото безударно загряване на материята част от гравитационната енергия се преобразува в топлинно излъчване.
Поради високата температура на средата се очаква тя да се наблюдава най-лесно при поглъщането или излъчването на ултравиолетово и нискоенергийно рентгеново лъчение. За да открият WHIM, изследователите извършват рентгенови наблюдения на една бързо растяща свръхмасивна черна дупка, известна като активно галактическо ядро или AGN. Установено е, че кислородните атоми в WHIM абсорбират рентгеновите лъчи, преминаващи през средата. През май 2010 г. рентгеновата обсерватория Чандра открива гигантски резервоар на WHIM по протежение на галактичната суперструктура „Скулпторска стена“, отстояща на около 400 милиона светлинни години от Земята. През 2018 г. са наблюдавани силно йонизирани екстрагалактични кислородни атоми, които потвърждават симулациите на разпределението на масата в WHIM.